# ガンバレルーヤ
ガンバレルーヤは、吉本興業（東京本社）所属の女性お笑いコンビ。2012年結成。NSC大阪校35期生。

## メンバー
まひる（1993年8月30日 - ）（31歳）
- 本名は岡田 まひる（おかだ まひる）[2]。「真昼のように明るく照らす子になってほしい」としてこのように名付けられた[2]。
- ツッコミ担当。
- 鳥取県西伯郡大山町出身[2]。身長：166cm、体重：64.3kg。独身。ショートカットの方。
- 私立米子松蔭高等学校卒業[3][4]。
- 母親が19歳のときの子で、3歳上の兄と7歳下の弟がいる[5]。弟は高校球児[4]。
- その母親とアマチュアボクシング選手の入江聖奈の母親が少女時代から親友同士だったため、まひると入江の二人も幼い頃から交友関係がある[6]。
- カープファンの祖父と一緒にプロ野球中継を見ているうち、自分もやってみたいと思い、小3の時に地元の少年野球チームに入る[4]。それから中3まで野球部だった[7]。入学した中学のソフトボール部は、まひるの入学の時に廃部になったため、男子野球部に入部、この時女子部員はまひるだけだった[4]。ポジションは投手[2]。高校時代はソフトボールで活動、全国大会でベスト16に入ったことがある[3][4]。
- 小学6年生頃から胸が大きくなり始め、走りにくくなったため、スポーツブラを付け始めるまでスクール水着を着て学校に通っていた[7]。
- 中学時代Fカップ、現在はHカップである。現在もスポーツブラを愛用している[2]。
- 土曜と日曜には家族全員でリビングに集まって寝る前に『千と千尋の神隠し』を見るのが日課で（8年間続いた）、今でも同作の台詞を暗唱している[2]。
- まつ毛が短く、コンプレックスだと話していたことがある。毛は切ったり抜いたりしたら濃くなるので、まつ毛もそうなると思い、中学生の時にまつ毛を全部切ったという[8]。
- お笑い界に入ったのは、自分が野球で挫折しそうになった時にお笑いを見て、そこで元気をもらっていることに気付いたことで、自分もこのように人を笑わせてあげたいと思ったことだったと言う[4]。『志村けんのバカ殿様』に出演したいがためという思いもあった[9]。そして実際に『バカ殿』出演が実現している。
- まひるの実家はイモトアヤコ（鳥取県西伯郡岸本町、現在の伯耆町出身）の実家とも近く、イモトの中学校時代の先生はまひるも教え子でもあった。その先生から度々イモトの話を聞いていたこともあってお笑いを身近に感じ、お笑い界に入ったきっかけはイモトの存在も大きかったと話している[10]。
- 夢で見て肩こりが治ったことをきっかけに、安田顕のファンになった[11]。

よしこ（1990年10月24日 - ）（34歳）
- 本名は永田 淑子（ながた よしこ）[2]。清らかな女性になるよう願ってこのように名付けられた[2]。
- ボケ担当。
- 愛知県豊田市出身[2]。身長：158cm、体重：67.9kg。血液型：A型。独身。ロングヘアーの方。
- 4人きょうだいの末っ子で、兄弟の一番年上とは10歳離れている[2]。実家は水道屋[2]。
- 中学生時代はヤンキーに憧れていたということがあった[12]。かつてはギャルで、高校生時代にギャルサーに入っていた[8]。
- 高校卒業後3年間老人ホームにて介護の仕事をしていたが、このままでは未来が無いと思い、一度夢にチャレンジしようと思って退職し、この世界に入った[1]。そのきっかけは、子供の頃から恥ずかしがり屋で、引っ込み思案を直そうと思ったことから[1]。女優志望でNSCに入学したとも話している[9]。元々『爆笑オンエアバトル』（NHK総合）や『笑う犬シリーズ』（フジテレビ）を視るなどお笑いは好きな方だった[1]。
- まひるとけんかをすると手を出すことがある[13]。
- 炊事はよしこの担当だが、クセのある物が多く、「日曜もアメトーーク!」（テレビ朝日）でポテトサラダ、ナス炒め、ナスの姿焼きが登場し試食した時には天海祐希と宮迫博之に酷評された[14]。
- キレると「クソが！！」と暴言を吐くことがある[14]。
- 小雪や多部未華子らの顔真似をすることがある[15]。
- 2019年8月24日・25日に放送された24時間テレビ42では、24時間駅伝の第2区走者として32.195kmを完走[16]。

## 来歴
- NSC入学前に大阪で同じマンションに住んでいたことで[5]（当時二人ともNSCに入学する準備を進めていた時だった）、まひるがエレベーターの中で便秘や腹痛に襲われてうずくまっていた所をよしこに声をかけられ、よしこがまひるの部屋に「食物繊維を摂らなきゃ」と心配してきんぴらごぼうを届けてごちそうしたことが縁で知り合う[1]。この時は、二人ともお互いにNSCに入ることは隠していたが、NSCの入学式で再び会う[17]。この時既に、まひるはよしこの才能に気付き「この人が私の相方だったらいいのにな」と思ったという[17]。その後大阪時代は同居しており[5]、東京に進出後も二人で住んでいる[5]。
- 大阪時代は船に乗って川を清掃するというアルバイトをしていた[18]。他にやっていた同僚芸人として杉岡勇治（武者武者）、らぶおじさん（元酎介、元絶対アイシテルズ）などを挙げている。
- 大阪NSC時代の2013年、「R-1ぐらんぷり」にそれぞれ本名で出場していた[19]。
- よしこは入学式後すぐに他の人に誘われてトリオを結成、まひるも別の人とコンビを結成し、NSC時代の最初は別々に活動。しかしそれから約1か月後、よしこのトリオはメンバーの一人がラッパーになりたいと言い出して解散、まひるのコンビも相方が歌手になりたいという理由で解散[17]。お互いのユニットが解散したのを機に、まひるから誘ってコンビを結成した[1]。
- 2017年2月放送の『内村てらす』（日本テレビ）にて大阪発のおすすめ芸人としてダイアンに紹介される[20]。
- 2017年5月に東京進出すると同時に、『内村てらす』のレギュラーになる。
- 2017年9月2日､東京・ルミネtheよしもとでNSC東京校18期から22期（扱いを含む）で芸歴5年目以下､｢よしもと若手ユニットライブ公開大オーディション｣が開催され､観客審査によって58組の中から15組が選抜された｡
- 2018年11月16日、よしこが下垂体腺腫と診断され、手術のため一時休養することが、所属事務所よしもとクリエイティブ・エージェンシーから発表された[21]。同年の『女芸人No.1決定戦 THE W』（日本テレビ系）では決勝進出を決めていたがこれにより決勝戦出場を辞退した（この結果、準決勝で次点だったニッチェが繰り上げで決勝戦出場となった）[22]。12月15日、『ドリーム東西ネタ合戦2019』（TBS系）の収録で仕事復帰[23]。
- 2024年、大島美幸とともに、アーティスト「MyM（マイムー）」として活動する[24]。

## 芸風
主にコントだが、漫才に作り変えることもある。互いに「まーちゃん」「よっちゃん」と呼び合う。お母さんがよしこ、子供がまひるのネタが多い。
結成当時のネタは主に漫才で、ボケとツッコミのポジションが今と逆だった。しかし、当時ツッコミ役だったよしこが「まーちゃんの話の感じが段々ボケているのか本気かわからなくなって来て、このままだと気が狂うと思った」などと限界を感じたことから、ポジションを逆にしてコントを始めるようになった。元々「ネタが書けない同士」で組んだということから、最初はネタ作りに苦労していたという。
代表的なネタの一つにアイドルの追っかけのコント（チケット譲渡を求めるプラカードを掲げているが、その腋の下は腋毛が濃く、「だって〇〇くん（好きなアイドル）腋毛生やしているから!」となって「本当に好きなら、腋毛生やしてみなさいよ!」という決めのセリフに至るという流れになるもの）がある。
濃いめのメイクが特徴的だが、これは最初数少なかったテレビ出演の中で目立つように、もっともっとと気合いを入れてメイクして行ったらこうなったのを今でも続けるようになったという。
2020年代のいわゆる容姿いじりがタブーとなりつつある時期、それまで自分たちの容姿への依存もあったことで2020年9月放送の『アメトーーク!』（テレビ朝日系）に出演した時に「自分は武器を一つ（容姿いじり）無くしている」と話していたことがある。

## 評価
田舎娘を思わせる素朴なルックスや、ダサい印象を思わせるチークから「イモっぽいが癒される」「笑顔に和む」などテレビ視聴者からの好感も多く、オリコン調べ『2017　ブレイク芸人ランキング』の女性芸人部門でも4位にランクインしている。内村てらす（日本テレビ）では内村光良に高評価されている（ガンバレルーヤの二人も内村のことを「東京のお父さん」として慕っている）他、マツコ&有吉 かりそめ天国（テレビ朝日）に出演した際にもマツコ・デラックスに「今一番かわいい」と絶賛されている。
よしこのルックスは「リアル卑弥呼様」としてハイキングウォーキングの鈴木Q太郎を彷彿とさせる、とも言われている。 

## 出演

### テレビ
- 内村てらす（2017年 - 2018年、日本テレビ）
- アメトーーク!（テレビ朝日）
- マツコ&有吉 かりそめ天国（テレビ朝日）
- 世界の果てまでイッテQ!（2018年2月4日 - 、日本テレビ）[27]
- 潜在能力テスト（フジテレビ、不定期出演）
- チャント!（2019年4月1日 -  2021年3月22日、CBCテレビ） - リポーター
- なるほどプレゼンター!花咲かタイムズ（2020年4月 - 、CBCテレビ）- 隔週リポーター出演
- 1億3000万人のSHOWチャンネル（ 2021年1月16日 - 、日本テレビ）
- ガンバレルーヤの週末移住バラエティ 冠ルーヤ（2021年5月15日　- 、日本海テレビ） - 地上波初の冠番組[28]
- 愛のクイズウォーズ ガンバレプラネット（2022年1月8日 - 6月25日、中京テレビ）

### ラジオ
- 大竹まこと ゴールデンラジオ!（2018年1月8日 - 、文化放送）月曜リポーター

### WEB番組
- ガンバレルーヤのぱちチャレルーヤ!!（2018年2月9日 - 、Youtube「よしもとぱちんこ倶楽部 - KYORAKU吉本.ホールディングス」 → 「KYORAKU CHANNEL」）

### テレビドラマ
- ほんとにあった怖い話 夏の特別編2018「ナニワ心霊道」（2018年8月18日、フジテレビ）
- モトカレマニア（2019年10月 -12月、フジテレビ） - 周防ひろ美 役（よしこ）

### 映画
- Bの戦場（2019年3月15日公開、配給：KATSU-do） - 香澄 役（よしこ）[29]

### CM
- サントリー BOSS
- マネーフォワード Money Forward ME
- アサヒ飲料「WONDA」（2021年3月 - 8月）
- アース製薬「アース虫よけネットEX 蚊に効く 吊るだけプレート」（2023年）[30]